# قلمرو پایتختی استرالیا
سرزمین یا قلمرو پایتختی استرالیا (در انگلیسی: Australian Capital Territory و به اختصار ACT) کوچک‌ترین ایالت از مجموع هشت ایالت دارای دولت مستقل در استرالیاست.
قلمرو پایتختی استرالیا، همانند یک بخش کوچک در دل ایالت نیو ساوت ولز قرار گرفته و با ایالت دیگری هم‌مرز نیست.
اهمیت این قلمرو به خاطر وجود کانبرا، پایتخت استرالیا، در آن است.
ورود سپیدپوستان به این منطقه در سال ۱۸۲۰، تقریباً پنج دهه بعد از ورود جیمز کوک اتفاق افتاده‌است.
ده سال پس از تأسیس کشور فدرال استرالیا در سال ۱۹۰۱، این سرزمین از نیو ساوت ولز جدا شد و به دولت فدرال برای ساختن پایتختی جدید تحویل شد.